# خونریزی دستگاه گوارشی تحتانی

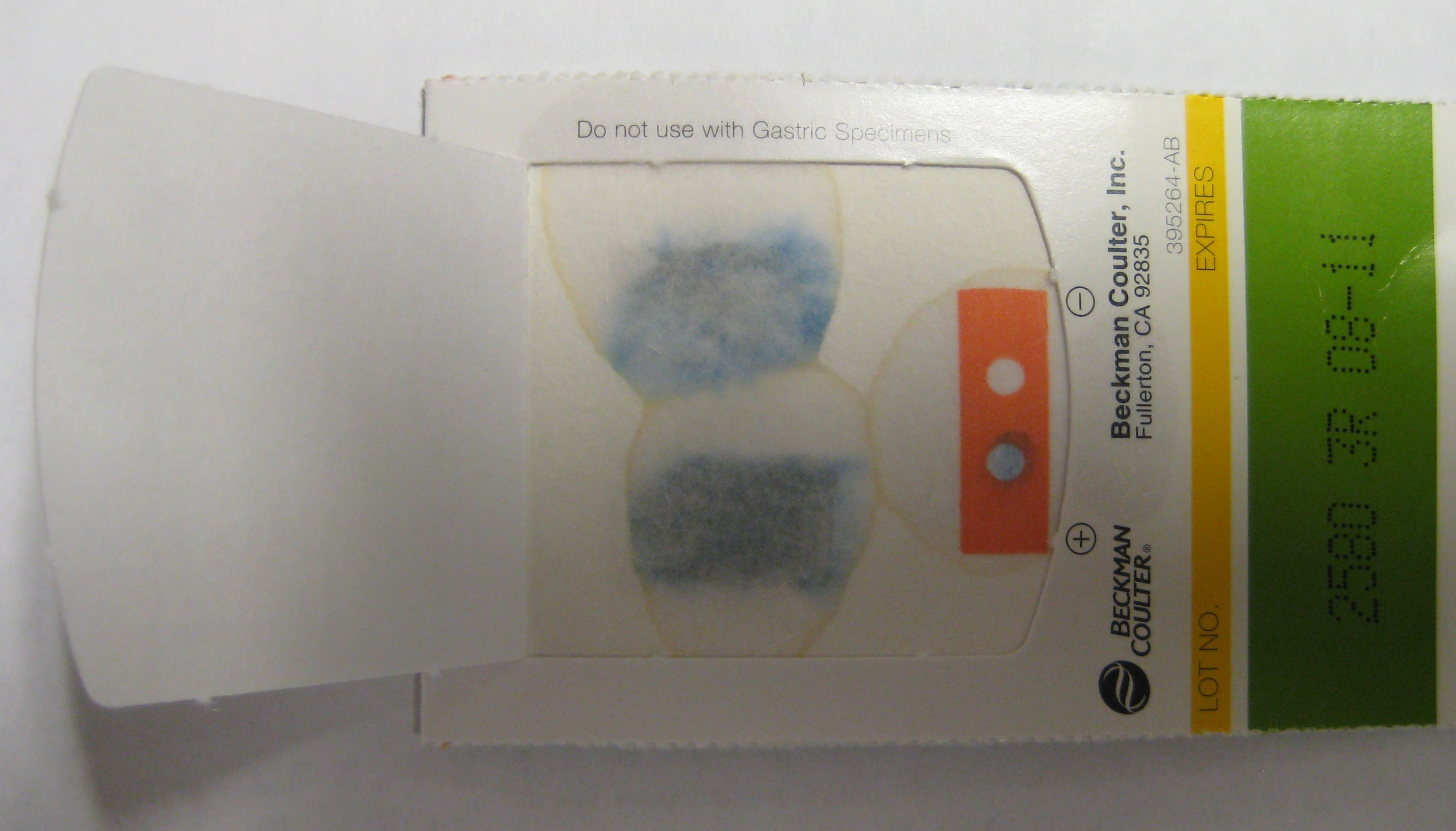
تست خون مخفی مدفوع Occult Blood مثبت

خونریزی‌های دستگاه گوارش (GIB) به دو دسته با منشأ فوقانی و تحتانی تقسیم می‌شوند. خون ریزی‌هایی که در قسمت اثنی عشر به بالا رخ داده باشند، خون ریزی دستگاه گوارش فوقانی (UGIB) نامیده می‌شوند. اگر محل خونریزی از دوازدهه تا مقعد باشد خونریزی دستگاه گوارشی تحتانی (LGIB) گفته می‌شود.
خونریزی در اثر صدمه یا آسیب موضعی ایجاد شده و سبب زخم مخاط دستگاه گوارش می‌شود.

## علل خونریزی گوارشی تحتانی
بیماری‌هایی که موجب خونریزی گوارشی تحتانی می‌شوند عبارتند از:
هموروئید، فیشر آنال و شقاق، تومورها، دیورتیکول مکل، پولیپها، دیورتیکولیت، فیستول آئورتی - روده‌ای، آنژیودیسپلازی روده‌ای، پروکتیت، یبوست مزمن، اختلالات انعقادی و …
تشخیص محل دقیق خونریزی با کلونوسکوپی، اسکن با گلبول قرمز نشاندار، آندوسکوپی، سیگموئیدوسکوپی و … ممکن است.

### علایم انواع خونریزی‌های گوارشی
اگر خونریزی از دستگاه گوارش فوقانی باشد علایم آن به شرح زیر است:
۱. مدفوع قیری و بدبو، این نوع مدفوع که ملنا نام دارد بر وجود خون حداقل به مدت ۱۴ ساعت در دستگاه گوارش دلالت می‌کند؛ لذا اغلب نشانه خونریزی دستگاه گوارش فوقانی است.
1. وجود خون قرمز روشن در مدفوع (هماتوشزی) که این تظاهر بیشتر مربوط به خونریزی قسمت تحتانی دستگاه گوارش است. اگرچه در خونریزی‌های وسیع دستگاه گوارش فوقانی نیز چنین تظاهری می‌تواند وجود داشته باشد (تشخیص افتراقی).
2. علائم کم خونی نیز وجود دارد مانند خستگی زودرس، سیاهی رفتن چشم، درد قفسه سینه یا تنگی نفس.

#### خونریزی مخفی گوارشی
خونریزی مخفی گوارشی که در آزمایش‌های اختصاصی مربوط به مدفوع تشخیص داده می‌شود. این نوع خونریزی بیشتر نشانه تومورهای دستگاه گوارشی است که معمولاً با علائمی نظیر کاهش وزن و کم خونی مزمن همراه است.

## درمان
در موارد خونریزی فعال یا شدید، اولویت درمان با توقف خونریزی است که ابتدا با شستشوی معده یا نوعی آندوسکوپی به جهت متوقف کردن خونریزی انجام می‌شود. اما اگر این پروسیچرها مؤثر واقع نشوند، جراحی اورژانس الزامی خواهد بود. اگر منشأ خونریزی گوارشی، ناشناخته و شدت خونریزی، منافی با حیات باشد، به عنوان آخرین خط درمان، عضو خونریزی دهنده به شکل اورژانسی برداشته می‌شود (به عنوان مثال برداشتن اورژانسی کولون در خونریزی حجیم کولون با منشأ ناشناخته).
در موارد مزمن، تمرکز بر درمان بیماری زمینه مانند هموروئید است، روند صحیح اجابت مزاج (اجتناب از یبوست) و نشستن در لگن آب گرم نیز مفیداست.